# Шенанго
Шенанго (англ. Shenango River) — река на западе штата Пенсильвания и на небольшом участке на северо-востоке штата Огайо, США. Длина составляет около 160 км. Берёт начало на западе центральной части округа Крофорд и течёт изначально в северо-западном направлении, образуя на границе со штатом Огайо водохранилище Пиматьюнинг, сформированное строительством плотины в 1934 году. Далее поворачивает на юг, пересекая границу со штатом Огайо и протекая через парк штата Пиматьюнинг. Возвращается в границы штата Пенсильвания и течёт преимущественно в юго-восточном направлении, через округ Мерсер, протекая через города Джеймстаун и Гринвилл, прежде чем резко повернуть на запад. Здесь река образует водохранилище Шенанго-Ривер, сформированное строительством плотины в 1965 году, ниже которого река отклоняется к юго-западу, на коротком участке входя в штат Огайо. Вновь поворачивает на юг и юго-восток, протекая через территорию округа Лоренс, штат Пенсильвания. Сливается с рекой Махонинг в 5 км к югу от города Ньюкасл, образуя реку Бивер, которая является притоком реки Огайо.
Основные притоки реки: Литл-Шенанго, Пиматьюнинг-Крик и Нешаннок-Крик.